# 우메하라 마코
우메하라 마코(梅原 真子,うめはら まこ, 1999년 1월 11일 - )는 일본 여성 아이돌 그룹 NMB48의 전 멤버이다.

## 개요
- NMB48 연구생 멤버 KYORAKU 요시모토.홀딩스 소속.
- 2004년, 5살 때 키즈 서적 「maria」에서 모델 데뷔.
- 2012년 10월 10일부터 팀BII이 결성되어, 정식 멤버로 승격.
- 2014년 3월 2일 NMB48 팀M 코야나기 아리사와 졸업.